# Ptyelus mahei
Ptyelus mahei is een halfvleugelig insect uit de familie Aphrophoridae. De wetenschappelijke naam van deze soort is voor het eerst geldig gepubliceerd in 1909 door Distant.